# Porta AND
| ENTRADA | ENTRADA | SORTIDA |
| A       | B       | A AND B |
| 0       | 0       | 0       |
| 0       | 1       | 0       |
| 1       | 0       | 0       |
| 1       | 1       | 1       |

Una porta AND és una porta lògica digital que implementa la conjunció lògica, és a dir, es comporta segons la taula de veritat de la dreta. El resultat és una sortida ALTA (1), només si ambdues entrades també ho són. Si cap, o tan sols una de les dues ho és, el resultat és una sortida BAIXA (0).

## Símbols
Hi ha dos símbols per a les portes AND: el «militar» i el «rectangular», també coneguts com a «Americà» i «Britànic».
|                 |            |            |
| Símbol MIL/ANSI | Símbol IEC | Símbol DIN |

## Implementacions
Les portes AND s'implementen habitualment utilitzant transistors MOSFET del tipus NMOS o PMOS. Les entrades digitals a i b fan que la sortida F mostri el mateix resultat que la funció AND.
|  |  |  |

### Alternatives
Si no es disposa de portes AND, aquestes poden ser creades utilitzant portes NAND o NOR, ja que aquestes són considerades "portes universals", en poder realitzar la funció de qualsevol altra si es combinen adequadament.
| Porta desitjada | construcció de la porta NAND | construcció de la porta NOR |
| --------------- | ---------------------------- | --------------------------- |
|                 |                              |                             |